# Badminton-Bundesliga 2003/04
Die Badminton-Bundesligasaison 2003/2004 bestand aus einer Vorrunde im Modus "Jeder-gegen-jeden" mit Hin- und Rückspiel. In der darauffolgenden Play-off-Runde traten der 1. und der 4. sowie der 2. und der 3. in einem Hin- und Rückspiel gegeneinander an. Die Sieger der beiden Partien ermittelten den Deutschen Meister, ebenfalls in einem Hin- und Rückspiel. Meister wurde der FC Langenfeld. Absteigen musste der VfB Friedrichshafen.

## Tabelle nach der Vorrunde
| Platz | Mannschaft               | Spiele | Punkte | Spielverh. | Sätze   | Spielpunkte |
| ----- | ------------------------ | ------ | ------ | ---------- | ------- | ----------- |
| 1     | FC Langenfeld            | 14     | 26:2   | 83:29      | 173:73  | 2474:1634   |
| 2     | 1. BC Beuel              | 14     | 26:2   | 80:32      | 173:74  | 2462:1611   |
| 3     | 1. BC Bischmisheim (N)   | 14     | 16:12  | 64:48      | 142:112 | 2510:2109   |
| 4     | TuS Wiebelskirchen       | 14     | 14:14  | 55:57      | 128:134 | 2592:2807   |
| 5     | SC Union 08 Lüdinghausen | 14     | 11:17  | 47:65      | 111:143 | 2560:2669   |
| 6     | PSV Ludwigshafen         | 14     | 8:20   | 46:66      | 99:142  | 1933:2365   |
| 7     | SG EBT Berlin (N)        | 14     | 7:21   | 38:74      | 88:161  | 2197:3013   |
| 8     | VfB Friedrichshafen      | 14     | 4:24   | 35:77      | 86:161  | 1990:2510   |

## Play-down-Runde

### Halbfinale
| Datum            | Gastgeber                | Gast                     | Ergebnis |
| ---------------- | ------------------------ | ------------------------ | -------- |
| 28. Februar 2004 | SC Union 08 Lüdinghausen | VfB Friedrichshafen      | 5:3      |
| 29. Februar 2004 | VfB Friedrichshafen      | SC Union 08 Lüdinghausen | 3:5      |
| 27. Februar 2004 | EBT Berlin               | PSV Ludwigshafen         | 3:5      |
| 29. Februar 2004 | PSV Ludwigshafen         | EBT Berlin               | 6:2      |

### Finale
| Datum       | Gastgeber           | Gast                | Ergebnis |
| ----------- | ------------------- | ------------------- | -------- |
| 1. Mai 2004 | VfB Friedrichshafen | EBT Berlin          | 2:6      |
| 2. Mai 2004 | EBT Berlin          | VfB Friedrichshafen | 5:3      |

## Play-off-Runde

### Halbfinale
| Datum            | Gastgeber          | Gast               | Ergebnis |
| ---------------- | ------------------ | ------------------ | -------- |
| 28. Februar 2004 | 1. BC Bischmisheim | 1. BC Beuel        | 2:6      |
| 29. Februar 2004 | 1. BC Beuel        | 1. BC Bischmisheim | 4:0      |
| 28. Februar 2004 | TuS Wiebelskirchen | FC Langenfeld      | 1:7      |
| 29. Februar 2004 | FC Langenfeld      | TuS Wiebelskirchen | 7:1      |

### Finale
| Datum       | Gastgeber     | Gast          | Ergebnis |
| ----------- | ------------- | ------------- | -------- |
| 1. Mai 2004 | 1. BC Beuel   | FC Langenfeld | 5:3      |
| 2. Mai 2004 | FC Langenfeld | 1. BC Beuel   | 6:2      |

## Endstand
- 1. FC Langenfeld
(Mike Joppien, Aileen Rößler, Thorsten Hukriede, Kathrin Piotrowski, Stefanie Müller, Björn Joppien, Przemysław Wacha, Matthias Bilo, Andreas Wölk)
- 2. 1. BC Beuel
(Xie Yangchun, Ian Maywald, Birgit Overzier, Olaf Schulz-Holstege, Petra Overzier, Marc Zwiebler, Anthony Clark, Marc Hannes)
- 3. 1. BC Bischmisheim
(Janine Göbbel, Natascha Thome, Colin Haughton, Joachim Tesche, Michael Keck, Carola Bott, Carina Mette, Thomas Tesche, Kristof Hopp, Xu Huaiwen, Michael Fuchs, Nikhil Kanetkar)
- 3. TuS Wiebelskirchen
(Benjamin Woll, Uwe Ossenbrink, Michaela Peiffer, Elena Nozdran, Roman Spitko, Ingo Kindervater, Marcel Reuter, Jochen Cassel)